# Давыдов, Дмитрий Анатольевич
Дми́трий Анато́льевич Давы́дов (22 января 1975, Тула) — российский футболист, защитник, футбольный тренер.

## Карьера
Воспитанник СДЮСШОР «Зенит». В 1994—2002 годах выступал за петербургский «Зенит», в котором в 1997 году вместе с ним играл его отец Анатолий Давыдов. Помимо основной команды «Зенита», играл также за второй состав: 19 игр в 1993 году за «Зенит-2» в 5-й зоне второй лиги, 15 игр в 1995—1997 гг. за «Зенит-д» в 4-й зоне третьей лиги, 32 игры в 2001—2002 гг. за «Зенит-д» в турнире дублёров (в котором команда заняла 3-е место в 2001 году и 2-е в 2002-м). С 2008 по 2010 год выступал за «Динамо» Санкт-Петербург.
В Премьер-лиге провёл 130 игр, забил 1 мяч.
Входил в тренерский штаб молодёжной команды «Зенита», позже — один из помощников Владислава Радимова в «Зените-2».

## Достижения
- Обладатель Кубка России: 1998/99
- Финалист Кубка России: 2001/02
- Победитель Первого дивизиона: 2005
- Бронзовый призёр Первого дивизиона: 1995
- Победитель зоны «Запад» Второго дивизиона: 2009
- Бронзовый призёр зоны «Запад» Второго дивизиона: 2008

## Семья
Сын Анатолия Давыдова. Жена Мария, сын Вадим, дочери Елизавета и Анастасия.